# Endectyon thurstoni
Endectyon thurstoni är en svampdjursart som först beskrevs av Arthur Dendy 1887.  Endectyon thurstoni ingår i släktet Endectyon och familjen Raspailiidae. Inga underarter finns listade i Catalogue of Life.